# Tarzan (série de televisão de 1966)
Tarzan é uma série de televisão estadunidense exibida originariamente pela rede NBC no período de 1966 – 1968. Tarzan é interpretado pelo ator Ron Ely e é mostrado como um homem bem-educado que, cansado da civilização, retornou à selva onde crescera para viver diversas aventuras ao lado de Jai, um menino órfão que acolhe. O programa traz a macaca Cheeta mas não conta com Jane, seguindo o que foi visto nas produções com Tarzan de Sy Weintraub para o cinema (com os atores Gordon Scott, Jock Mahoney e Mike Henry), sem a personagem. No Brasil, a série foi exibida no início dos anos de 1970 pela Rede Globo. 

## Produção
Mike Henry filmara aventuras do Tarzan no Brasil e era o escolhido para estrelar a série, mas entrou em desacordo com o produtor Sy Weintraub que contratou Ron Ely para o substituir (algumas cenas foram feitas no Brasil, como na abertura onde aparecem as Cataratas do Iguaçu). Esse ator iria interpretar um Tarzan impostor num episódio proposto, mas acabou assumindo o papel principal.
A exemplo de Jock Mahoney, Ely insistiu em atuar sem dublês em cenas perigosas. Mas não era um dublê profissional como Mahoney, sofrendo vários ferimentos nos episódios da primeira temporada. Teve braços e pernas queimados numa cena de incêndio (Village of Fire, cena filmada no Brasil), levou uma mordida de um leão, caiu de uma colina e machucou o pé, dentre outros.
Devido as dificuldades enfrentadas pela equipe, o produtor Sy Weintraub mudou as filmagens para o México, num estúdio em Churubusco.
Em setembro de 1966, foram reunidos antigos atores que haviam interpretado Tarzan: James Pierce (1927), Johnny Weissmuller (1932 - 1948) e Jock Mahoney (1962-1963) que apareceram juntos de Ron Ely como parte da publicidade para o lançamento da série. Weissmuller tinha sido cotado para interpretar o pai de Tarzan, mas a ideia não foi concretizada. Joseph C. Poller, que com o nome de Gene Pollar tinha interpretado Tarzan nos filmes dos anos de 1920 e em 1966 era considerado "o mais antigo Tarzan ainda vivo", reclamou do boato na época de que não fora convidado porque pensaram que tinha morrido.
Ely dirigiu um episódio da segunda temporada, Hotel Hurricane, inspirado no filme de 1948 chamado Key Largo, com a ação mudando da Flórida para a selva africana.
Tanto o ator Ron Ely quando o produtor Steve Shagan se tornaram novelistas de sucesso.

## Adaptação para o cinema
Muitos episódios de duas partes foram reeditados para serem exibidos nos cinemas:
- "The Blue Stone of Heaven" foi exibido como Tarzan's Jungle Rebellion em 1967; esse fora o piloto da série e mais tarde foi exibido como episódio em duas partes da segunda temporada.

- "The Four O’Clock Army" foi exibido como Tarzan and the Four O'Clock Army em março de 1968.

- "The Deadly Silence" foi lançado como Tarzan's Deadly Silence em julho de 1970.

- "The Perils of Charity Jones" foi lançado como Tarzan and the Perils of Charity Jones em outubro de 1971.

## Elenco
- Tarzan....Ron Ely
- Jai....Manuel Padilla Jr.
- Jason Flood....Alan Caillou
- Tao....Rockne Tarkington

### Astros convidados
- Pat Conway interpretou o coronel Stone no episódio de 1968 "The Professional". Ele fora o xerife Clay Hollister na série de faroeste da ABC chamada Tombstone Territory.

- Gregg Palmer, outro ator de faroeste, apareceu três vezes em Tarzan: como Cookie em "Captain Jai", Alemão em "The Circus" (ambos de 1967) e Haines em "Trek to Terror" (1968).

- Chill Wills foi o astro convidado em 1968 no episódio "The End of the Challenge". Wills trabalhara com Johnny Weissmuller, Maureen O'Sullivan e Johnny Sheffield no filme de 1942 da MGM chamado Tarzan's New York Adventure.

- Outros astros convidados foram os vencedores do Oscar Nancy Malone, George Kennedy e Helen Hayes, que fez uma rara aparição na TV junto de James MacArthur no episódio de 1968 chamado "The Pride of the Lioness".

- O episódio de 1967 The Golden Runaway foi uma das ultimas participações de Gia Scala, antes de cometer suicídio.

- A atriz infantil Victoria Paige Meyerink, que participou do episódio de 1967 "Jungle Dragnet" e o veterano ator Jack Elam, no episódio de 1967  "The Circus", co-protagonizaram com Ron Ely o filme de faroeste de 1966 chamado The Night of the Grizzly.

- John Pickard, que participou da série de faroeste Boots and Saddles, apareceu no episódio "Trek to Terror" (1968).

- Don Megowan que participou do episódio de 1966 "The Ultimate Duel", também trabalhou no filme de 1966 Tarzan and the Valley of Gold com Mike Henry.

- Carlos Rivas, participante dos episódios "The Ultimate Duel" e "Perils of Tanga", interpretou o renegado feiticeiro Maia Kulkan no filme de 1975 chamado Doc Savage: The Man of Bronze, estrelado por Ron Ely.

- Diana Ross and The Supremes interpretaram três noviças no episódio de 1968 chamado "The Convert" com James Earl Jones como o Líder Tribal.

### Personagens recorrentes
O ator Maurice Evans aparecia como o aposentado brigadeiro "Sir" Basil Bertram, herói da  Batalha do Bulge.
A atriz de teatro Julie Harris interpretou a missionária Charity Jones.
O veterano ator australiano Chips Rafferty esteve no papel de Dutch Jensen.
Vários atores interpretaram múltiplos papéis na série: Jock Mahoney, Woody Strode, Rockne Tarkington, William Marshall, George Murdock, Robert J. Wilke, Gene Evans, Michael Whitney, Jill Donohue, Strother Martin, Bernie Hamilton, Michael Pate, Lloyd Haynes, Barbara Bouchet, Harry Lauter, Simon Oakland, John Anderson, James Earl Jones, Robert DoQui, Geoffrey Holder, Gregg Palmer e Jacques Aubuchon

## Lista de episódios
1. "Eyes of the Lion"
2. "The Ultimate Weapon"
3. "Leopard on the Loose"
4. "A Life for a Life"
5. "The Prisoner"
6. "The Three Faces of Death"
7. "The Prodigal Puma"
8. "The Deadly Silence, Part 1"
9. "The Deadly Silence, Part 2"
10. "The Figurehead"
11. "Village of Fire"
12. "The Day of the Golden Lion"
13. "Pearls of Tanga"
14. "The End of the River"
15. "The Ultimate Duel"
16. "The Fire People"
17. "Track of the Dinosaur"
18. "The Day the Earth Trembled"
19. "Cap’n Jai"
20. "A Pride of Assassins"
21. "The Golden Runaway"
22. "Basil of the Bulge"
23. "Mask of Rona"
24. "To Steal the Rising Sun"
25. "Jungle Dragnet"
26. "The Perils of Charity Jones, Part 1"
27. "The Perils of Charity Jones, Part 2"
28. "The Circus"
29. "The Ultimatum"
30. "Algie B. for Brave"
31. "Man Killer"

| Segunda temporada (1967–1968) 1. "Tiger, Tiger" 2. "Voice of the Elephant" 3. "Thief Catcher" 4. "The Blue Stone of Heaven, Part 1" 5. "The Blue Stone of Heaven, Part 2" 6. "Maguma Curse" 7. "The Fanatics" 8. "The Last of the Superman" 9. "Hotel Hurricane" 10. "The Pride of a Lioness" 11. "Mountains of the Moon, Part 1" 12. "Mountains of the Moon, Part 2" 13. "Jai’s Amnesia" 14. "Creeping Giants" 15. "The Professional" 16. "The Convert" 17. "King of the Dwsari" 18. "A Gun for Jai" 19. "Trek to Terror" 20. "End of a Challenge" 21. "Jungle Ransom" 22. "Four O’Clock Army, Part 1" 23. "Four O’Clock Army, Part 2" 24. "Rendezvous for Revenge" 25. "Alex the Great" 26. "Trina" |

## DVD
Em 13 de março de 2012, a Warner Bros. lançou Tarzan: Season 1, Part 1 e Tarzan: Season 1, Part 2 em DVD na região 1 através do serviço de fabricação sob demanda da Warner Archive Collection.  A segunda temporada foi lançada em 17 de setembro de 2013.